# U17-es női OFC-bajnokság
Az U17-es női OFC-bajnokság (angolul: OFC U-17 Women's Championship) egy, az OFC által kiírt nemzetközi női labdarúgótorna, amit 2010 óta rendeznek meg, a 17 éven aluli női labdarúgók számára.
A sorozat egyben selejtező is a U17-es női labdarúgó-világbajnokságra.
A címvédő és a legeredményesebb csapat az Új-zélandi válogatott 3 győzelemmel.

## Eredmények
| 2010 Részletek | Auckland, Új-Zéland     | · Új-Zéland | Csoportkör | · Salamon-szigetek | · Pápua Új-Guinea | Csoportkör | · Tonga        |
| 2012 Részletek | Auckland, Új-Zéland     | · Új-Zéland | Csoportkör | · Pápua Új-Guinea  | · Cook-szigetek   | Csoportkör | · Új-Kaledónia |
| 2016 Részletek | Matavera, Cook-szigetek | · Új-Zéland | 8–0        | · Pápua Új-Guinea  | · Fidzsi-szigetek | 3–2        | · Új-Kaledónia |

## Éremtáblázat
| # | Ország           |   |   |   |   |
| - | ---------------- | - | - | - | - |
| 1 | Új-Zéland        | 3 | 0 | 0 | 3 |
| 2 | Pápua Új-Guinea  | 0 | 2 | 1 | 3 |
| 3 | Salamon-szigetek | 0 | 1 | 0 | 1 |
| 4 | Cook-szigetek    | 0 | 0 | 1 | 1 |
| 4 | Fidzsi-szigetek  | 0 | 0 | 1 | 1 |